# Erasmus Quellinus (młodszy)

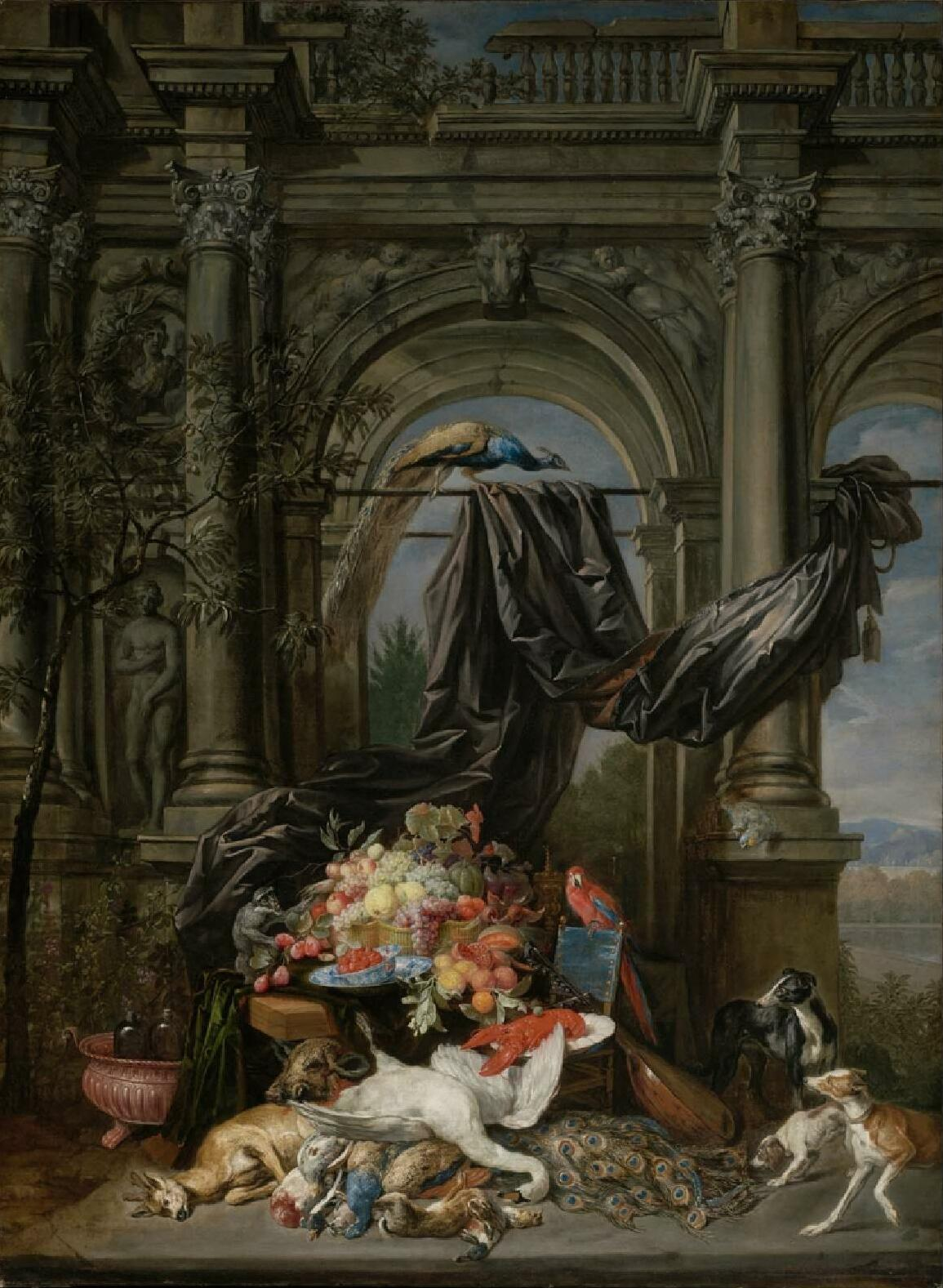
Martwa natura w scenerii architektury (ok. 1645)

Erasmus Quellinus (młodszy) (ur. 19 listopada 1607 w Antwerpii, zm. 7 listopada 1678, tamże) – flamandzki malarz, rysownik, projektant tapiserii okresu baroku.

## Życiorys
Był synem rzeźbiarza Erasmusa Quellinusa (starszego) (1584-1640). Uczył się u Jeana-Baptisty Verhaegenatu i Rubensa. W latach 30. XVII w. współpracował z Rubensem, ale szybko wypracował własny styl. Pomiędzy 18 września 1633 a 18 września 1634 wstąpił jak mistrz (wijnmeester) do gildii św. Łukasza w Antwerpii.
Tworzył liczne obrazy ołtarzowe dla kościołów i klasztorów oraz dzieła historyczne, mitologiczne, alegoryczne i martwe natury. Cechowało go rzeźbiarskie modelowanie form. Jego postacie często przypominają malowane rzeźby. Często współpracował z Danielem Seghersem (sceny religijne w girlandach kwiatów).
Jego uczniami byli Wallerant Vaillant (1623-1677) oraz syn – Jan Erasmus Quellinus (1634-1715).

## Wybrane dzieła
- Achilles wśród córek Likomedesa – 1643, 220 × 240 cm, Groeningemuseum, Brugia
- Bachus i Ariadna – 1636-37, 180 × 95 cm, Prado, Madryt
- Girlanda kwiatów z Ecce Homo – 94 × 71 cm, Muzea Watykańskie, Rzym (wraz z Danielem Seghersem)
- Girlanda kwiatów z edukacją Marii – ok. 1645, Art. Museum, Worcester (wraz z Danielem Seghersem)
- Girlanda kwiatów z Madonną, Dzieciątkiem i małym św. Janem – 129,8 × 98,7 cm, Gemäldegalerie, Berlin (wraz z Danielem Seghersem)
- Girlanda kwiatów z Niepokalanym Poczęciem – 1640-45, 108,5 × 80,5 cm, Museum voor Schone Kunsten, Gandawa (wraz z Danielem Seghersem)
- Madonna z Dzieciątkiem w girlandzie kwiatów – 1644, 88 × 67,5 cm, Ermitaż, Sankt Petersburg (wraz z Danielem Seghersem)
- Portret chłopca w błękitnym stroju z psem – 136 × 103 cm, Królewskie Muzeum Sztuk Pięknych, Antwerpia (wraz z Janem Fytem)
- Porwanie Europy – 1636-37, 126 × 87 cm, Prado, Madryt
- Saul i Dawid – ok. 1635, 58 × 79,5 cm, Muzeum Sztuk Pięknych w Budapeszcie
- Siedząca Madonna w girlandzie kwiatów – 1648, 149 × 104,5 cm, Kunsthistorisches Museum, Wiedeń (wraz z Janem Philipsem van Thielen)
- Śmierć Eurydyki – 1636-37, 179 × 195 cm. Prado, Madryt
- Święta Rodzina w girlandzie kwiatów – ok. 1636, 84,5 × 66,5 cm, Ermitaż, Samkt Petersburg (wraz z Fransem Ykensem)